# Xilel·la
La xilel·la (Xylella fastidiosa) és un bacteri fitopatogen classificat en la classe Gammaproteobacteria que causa malalties en diverses plantes com l'olivera, el taronger, la vinya, el llorer, l'ametller, el cirerer o el presseguer.
És el primer bacteri fitopatogen del qual s'ha seqüenciat el genoma. La malaltia que causa X. fastidiosa va ser descrita l'any 1892 per Newton B. Pierce (1856–1916) en vinyes de Califòrnia. Aquesta malaltia no es pot guarir. Els seus vectors són insectes xucladors i la seva extensió es fa principalment amb el transport de plantes infectades. No hi ha varietats de vinya Vitis vinifera resistents a aquesta malaltia i són especialment susceptibles les varietats chardonnay i pinot noir. En canvi, altres espècies americanes del gènere Vitis poden presentar-hi resistència natural.
La malaltia es transmet pels insectes que van de planta a planta. Els insectes que s'alimenten del xilema d'una planta infectada es converteixen en portadors (vectors), i són capaços d'infectar altres plantes quan se n'alimenten. Actualment no existeix cap tractament de la malaltia i l'única solució que s'aplica és la destrucció dels cultius infectats. Així i tot, és difícil d'erradicar la malaltia completament perquè els insectes poden sobreviure i infectar nous organismes.

## Història de l'expansió
Des del 2000, la xilel·la és considerada a la Unió Europea un bacteri de quarantena.
L'any 2013 es va observar l'afectació per X. fastidiosa en 8.000 hectàrees d'oliveres de la Pulla (Itàlia) i el 2016 va arribar a Mallorca i Eivissa. El 2017 la Generalitat de Catalunya va posar en marxa un protocol de seguiment per fer controls continuats en conreus i vivers.
El País Valencià suposa un lloc de major risc perquè facilita la vida d'aquest bacteri. El juny de 2017 l'Institut Valencià d'Investigacions Agràries avisà de la presència del bacteri en uns ametlers al Castell de Guadalest, a la Marina Baixa. El febrer de 2018 el bacteri era repartit per la província d'Alacant. La subespècie que havia entrat en territori valencià era la xilel·la multiplex. L'arribada de la xilel·la suposà una gran preocupació al sector agrari valencià, que reaccionà demanant el 2017 al Ministeri d'Hisenda d'Espanya exempcions fiscals per als afectats.
El 2018 a El Ejido (Almeria) fou detectada en un viver. La Junta d'Andalusia declarà en quarantena l'hivernacle.

## Subespècies
S'han descrit fins a sis subespècies fins ara:
- X. fastidiosa
- X. multiplex
- X. pauca
- X. sandyi
- X. morus
- X. taskhe

## Prevenció i control
No s'ha trobat encara una mesura de control directe però sí hi ha mesures de prevenció que consisteixen en gestió del sòl, gestió del reg i fertilització, poda i gestió de les restes de la poda i control dels insectes vectors amb productes efectius contra cicadèl·lids i cercòpids.